# Éclipse lunaire du 25 avril 2013
| Éclipse partielle de Lune du 25 avril 2013                                                                              | Éclipse partielle de Lune du 25 avril 2013 |
| --- | ------------------------------------------ |
| Image animée de l'éclipse prise depuis Belfort (France).                                                                |                                            |
| Schéma de l'évolution de l'éclipse, tandis que la Lune passe de droite (Ouest) à gauche (Est) dans l'ombre de la Terre. |                                            |
| Gamma | -1,0121                                    |
| Magnitude | 0,0205                                     |
| Localisation | Océan Indien                               |
| Saros (membre de la série)                                                                                              | 112 (65 sur 72)                            |
| Durée (h:min:s) |                                            |
| Phases partielles | 27 min                                     |
| Phases pénombrales | 4 h 7 min 42 s                             |
| Contacts (UTC) |                                            |
| P1 | 18:03:41                                   |
| U1 | 19:54:04                                   |
| Maximum | 20:07:29                                   |
| U4 | 20:21:04                                   |
| P4 | 22:11:23                                   |
| |                                            |

L'éclipse lunaire du 25 avril 2013 est une éclipse partielle de Lune.
C'est la première des trois éclipses lunaires de 2013. Seulement un fin croissant (d'environ 1,5 %) de la Lune a été plongé dans l'ombre de la Terre au maximum de l'éclipse, mais l'ensemble de la Lune fut assombri par la pénombre. C'était une des plus courtes éclipses partielles de Lune du XXIe siècle, avec 27 minutes de phases partielles. 

C'était la dernière des 58 éclipses lunaires par l'ombre du saros lunaire 112.

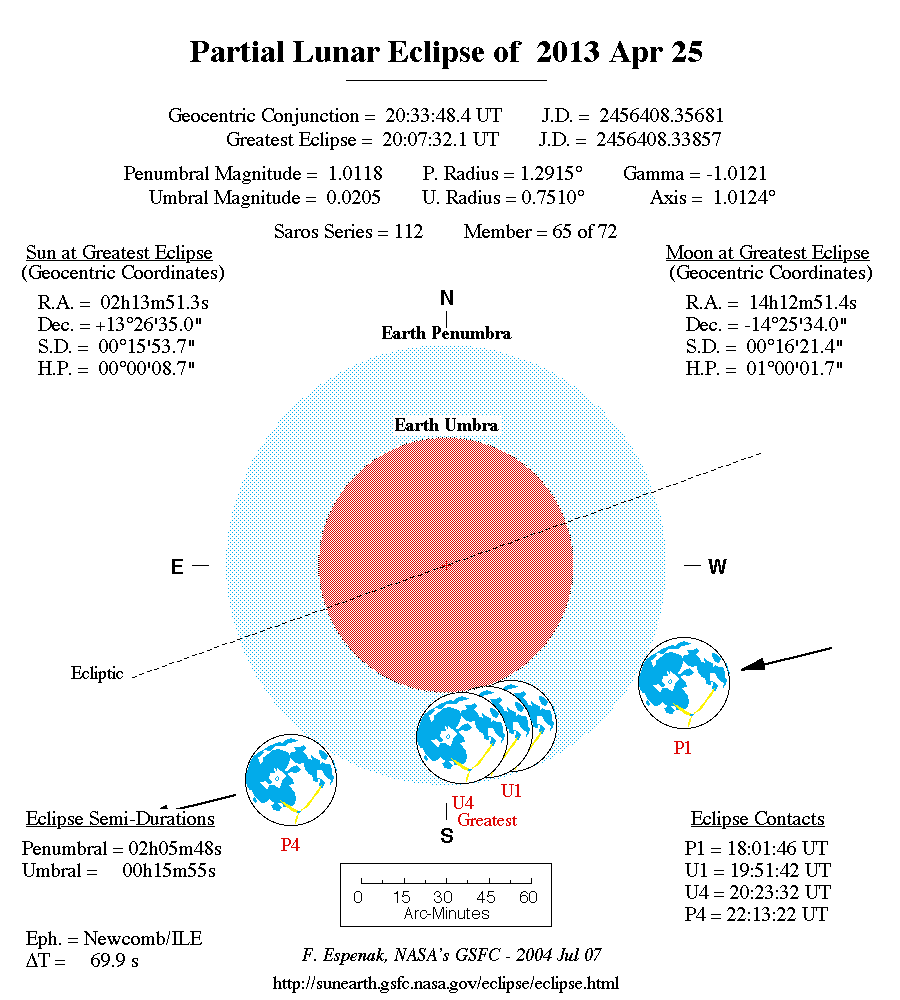
Tableau de la NASA sur cette éclipse.

## Visibilité
L'éclipse fut visible depuis l'Europe, l'Afrique, l'Asie et l'Australie.

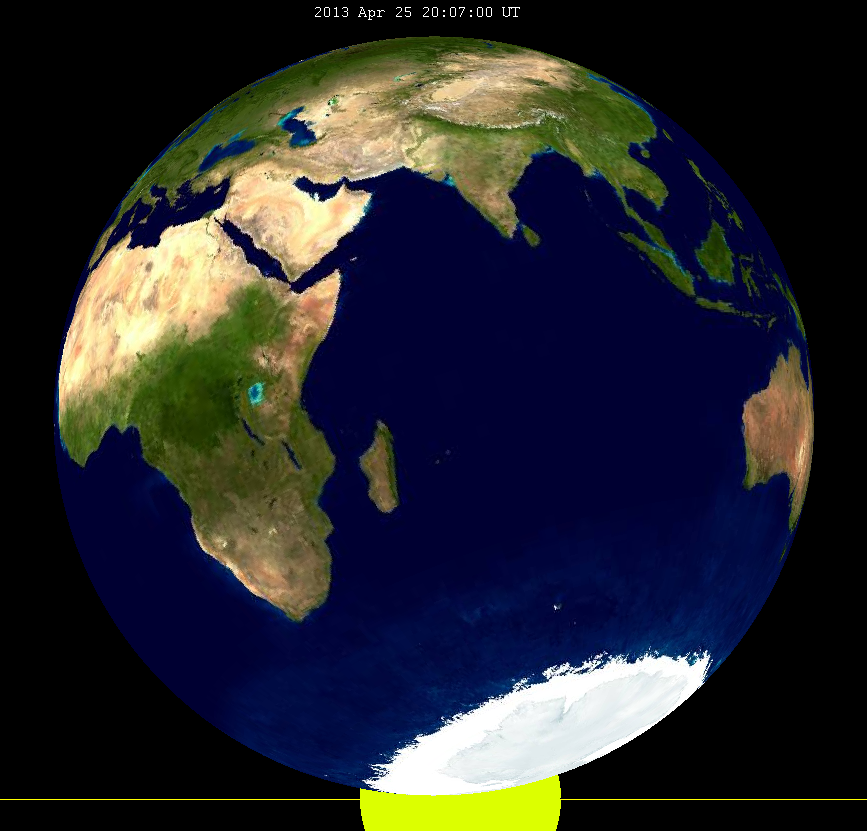
La Terre vue de la Lune lors du maximum de l'éclipse.

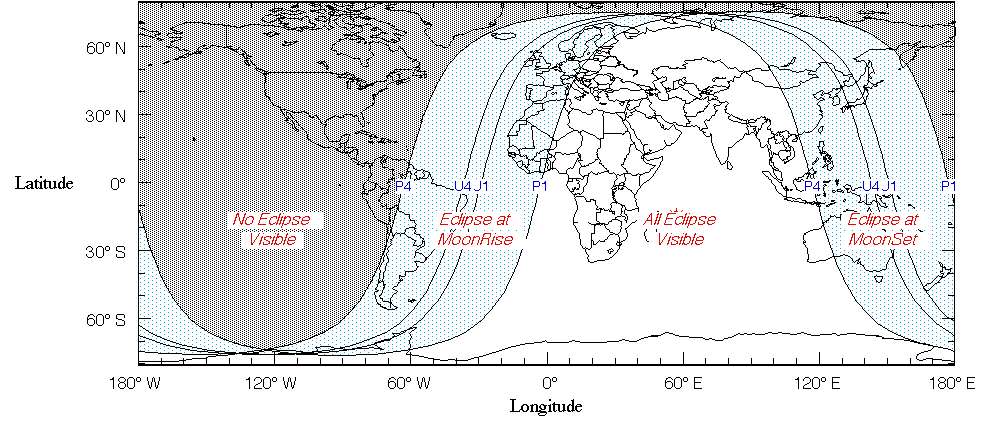
Carte mondiale de visibilité.

## Galerie

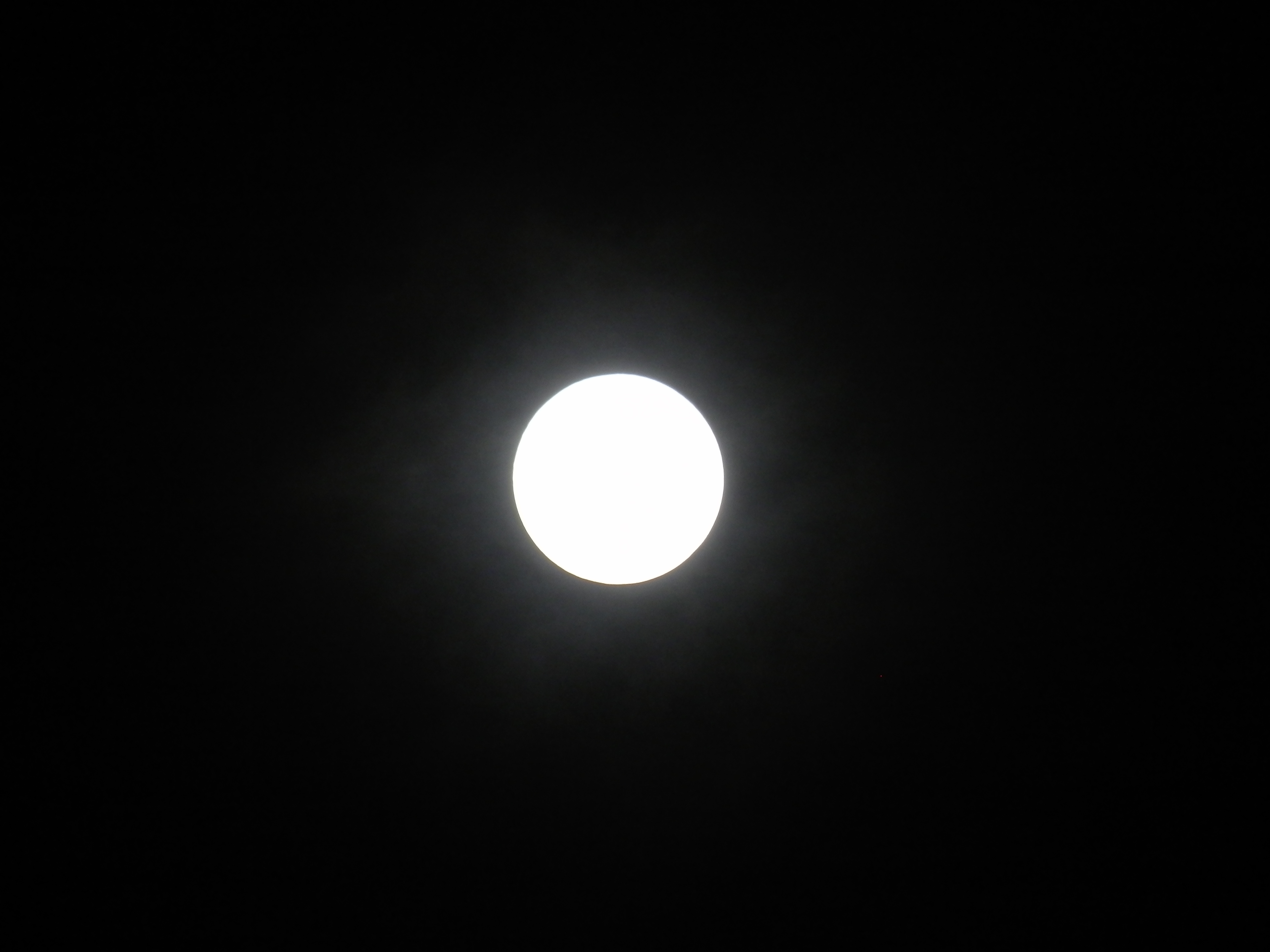
Depuis Melbourne (Australie) à 18:42 UTC.
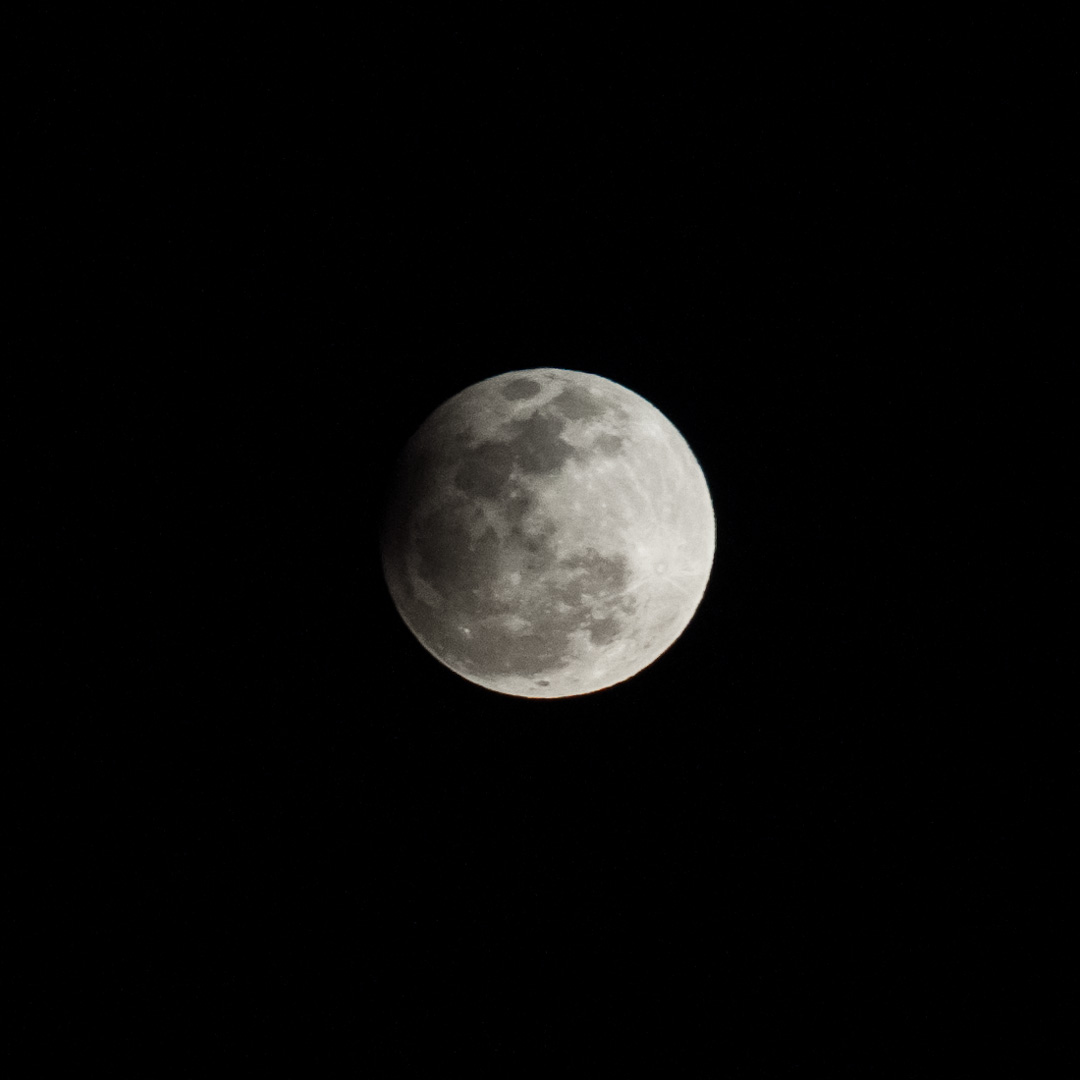
Depuis Las Palmas (Îles Canaries) à 20:05 UTC.
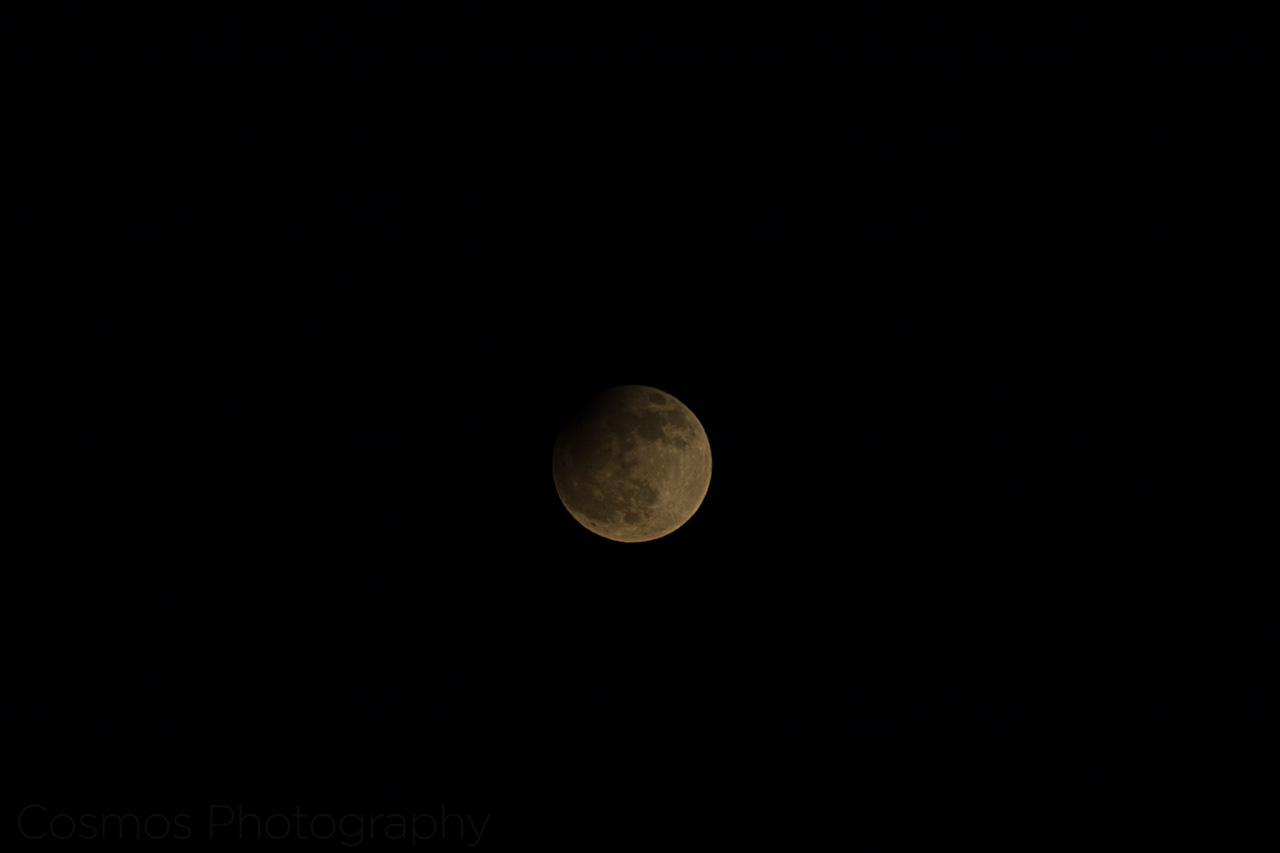
Depuis Essex (Angleterre) à 20:06 UTC.
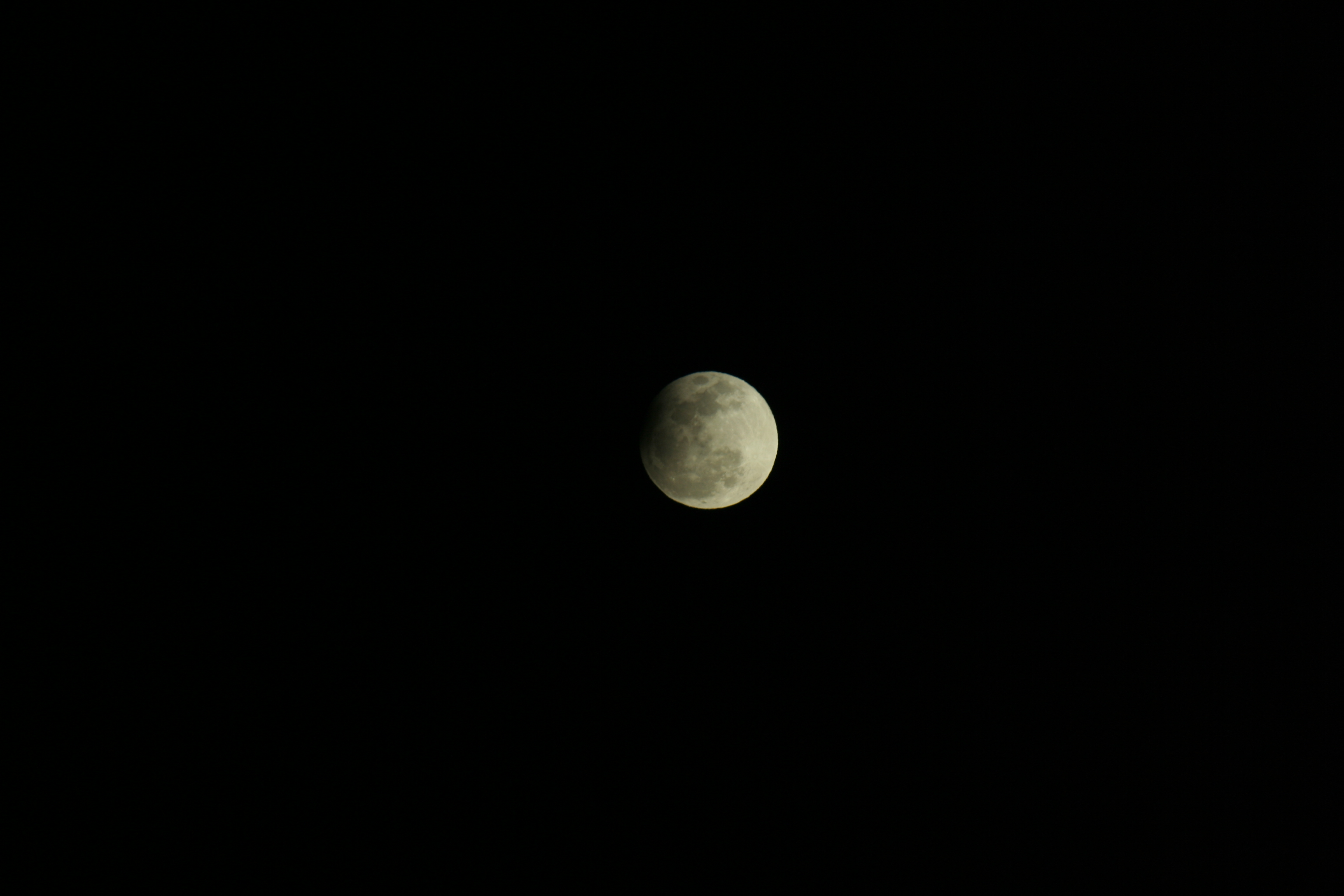
Depuis Arinaga, Grande Canarie (Îles Canaries) à 20:07 UTC.
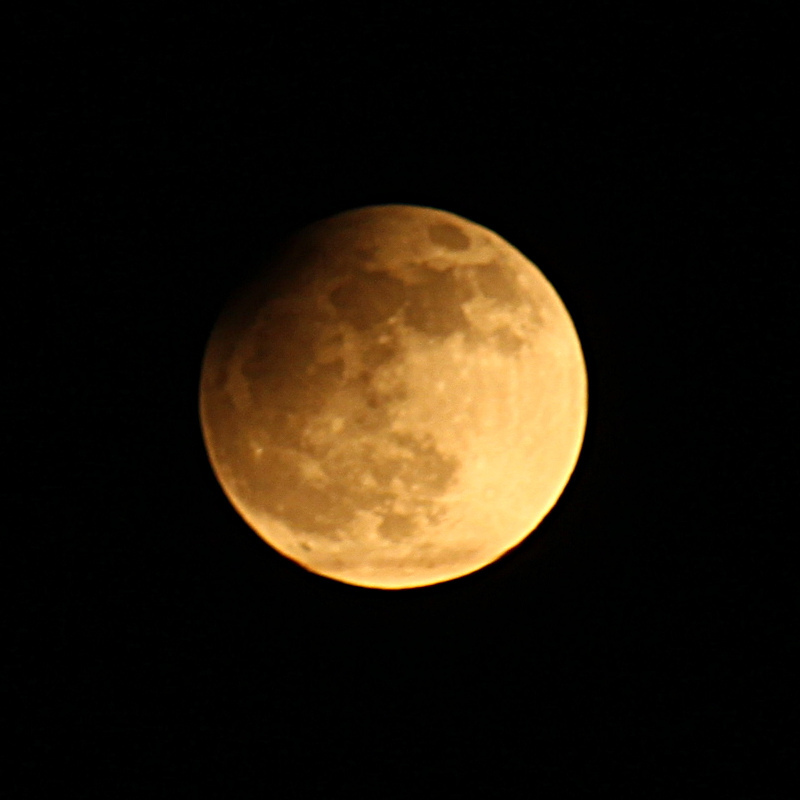
Depuis Foncquevillers (France) à 20:08 UTC.
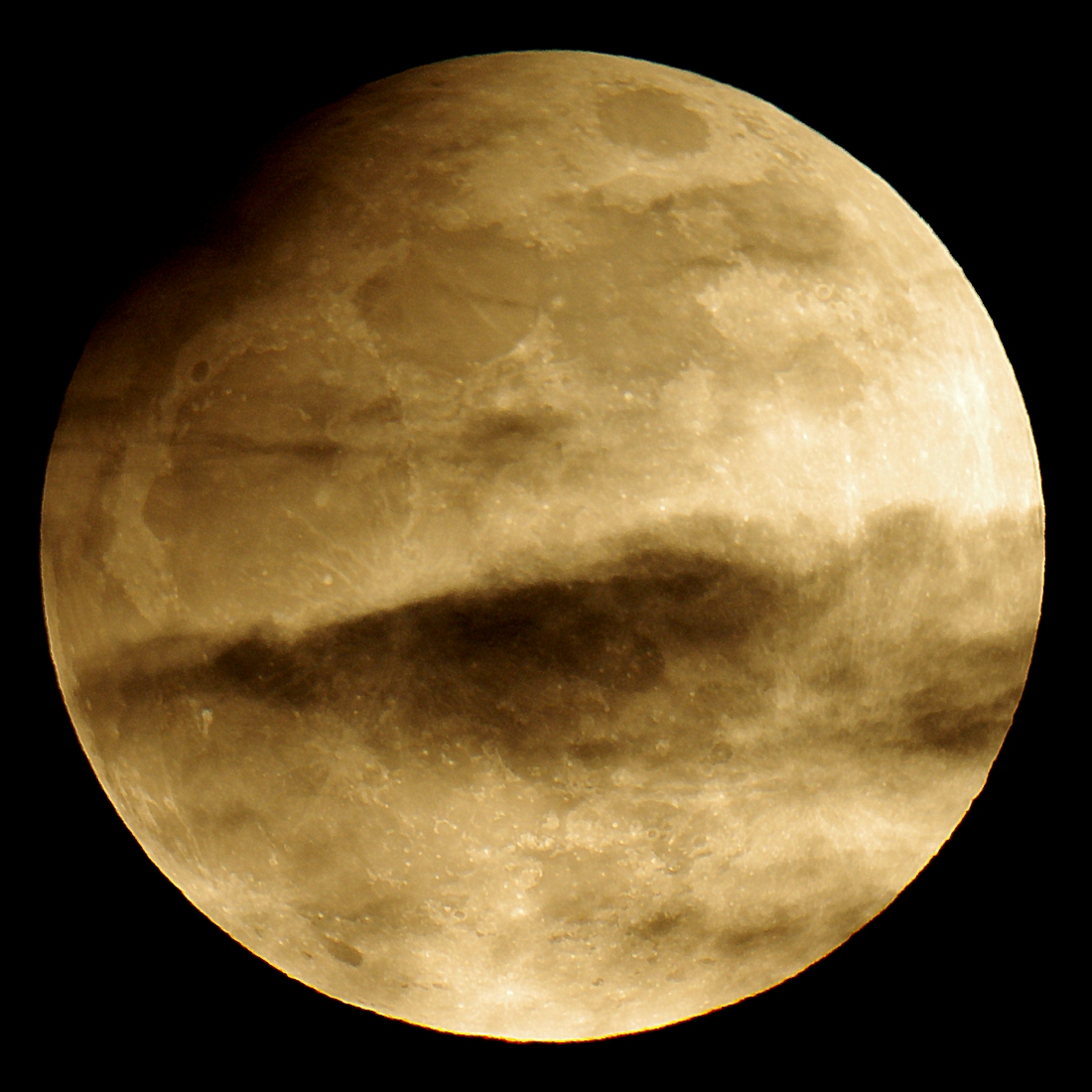
Depuis Thatcham (Angleterre) à 20:10 UTC.
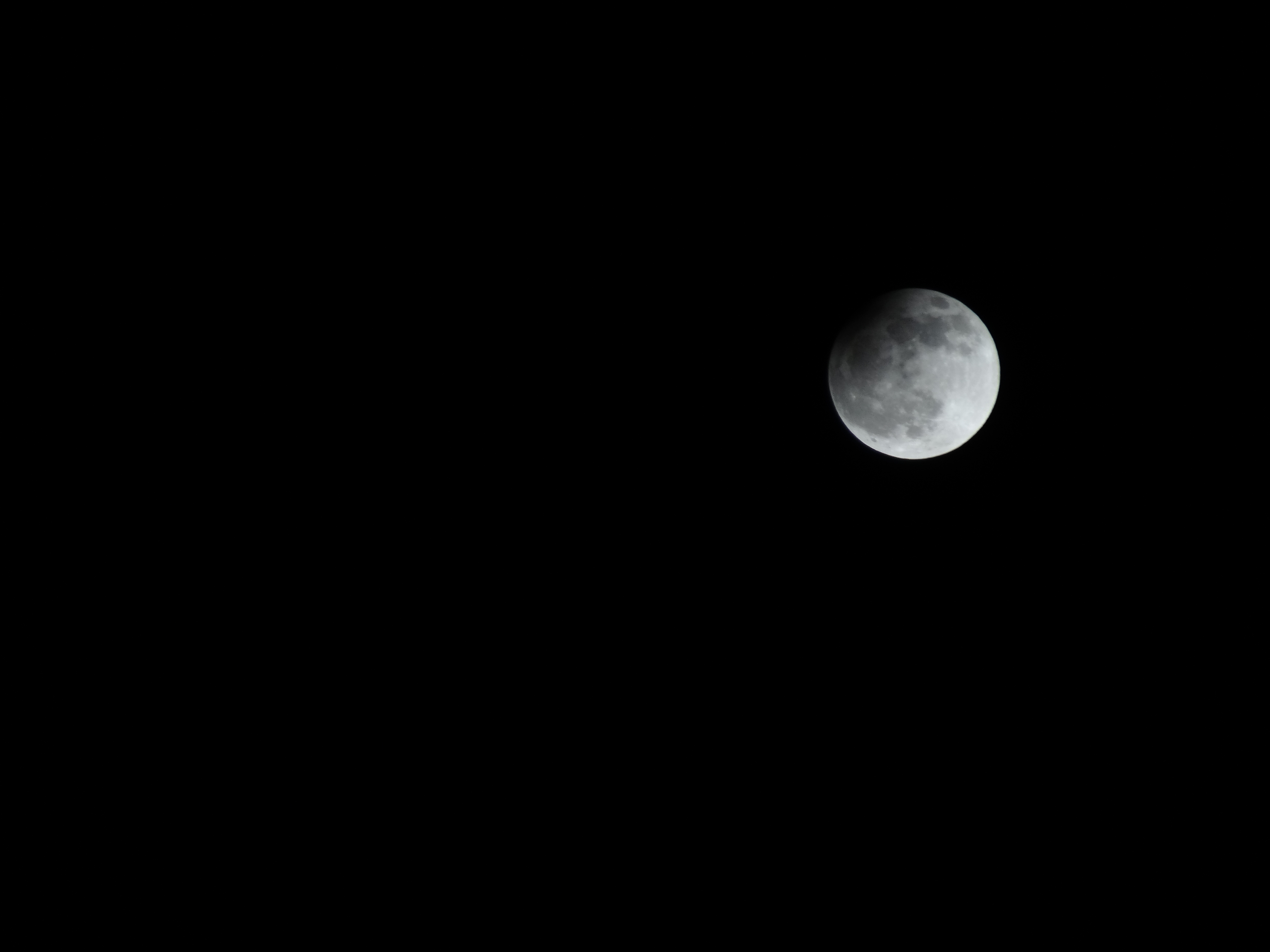
Depuis Zurich (Suisse) à 20:12 UTC.
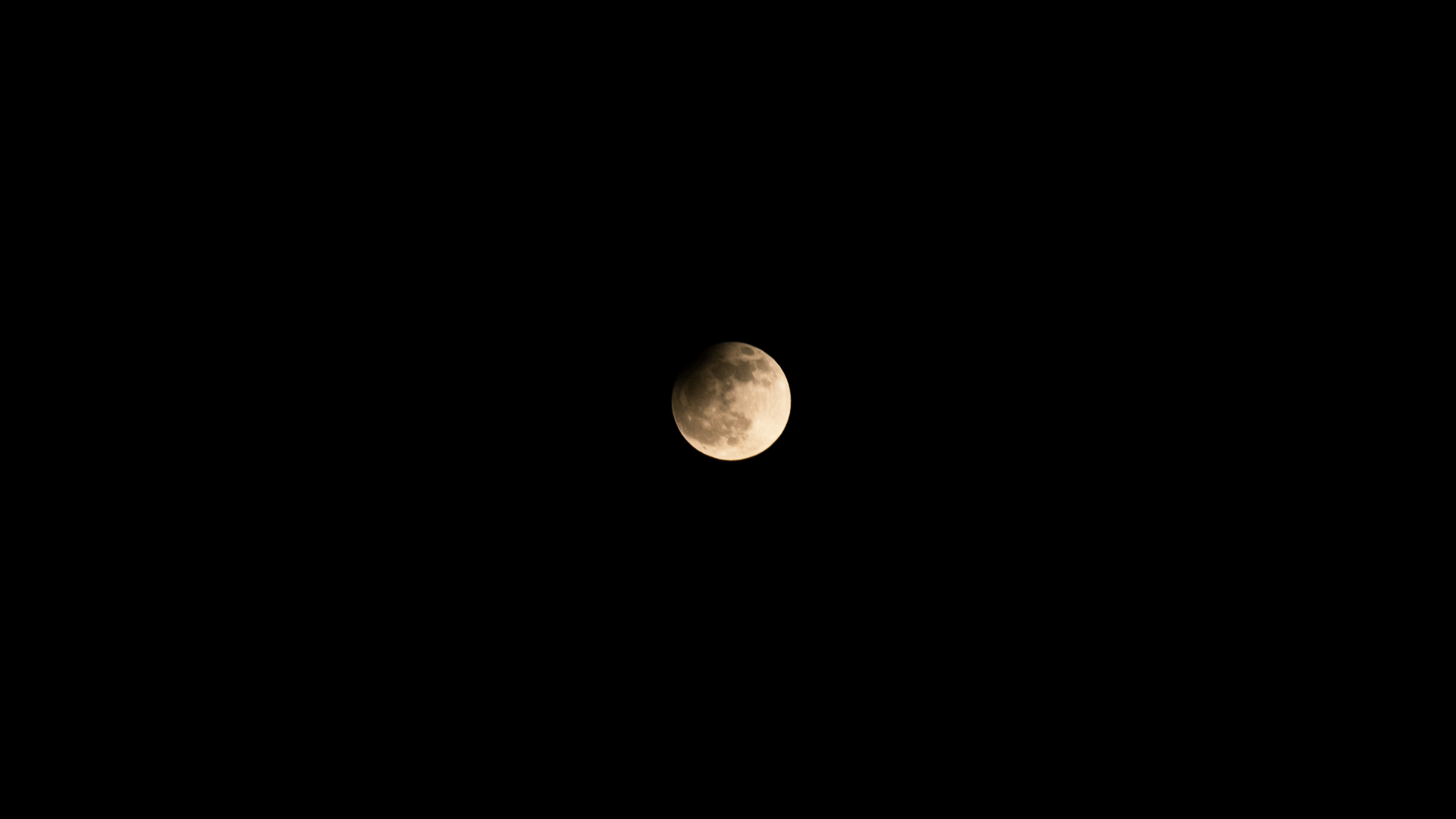
Depuis Düsseldorf (Allemagne) à 20:13 UTC.
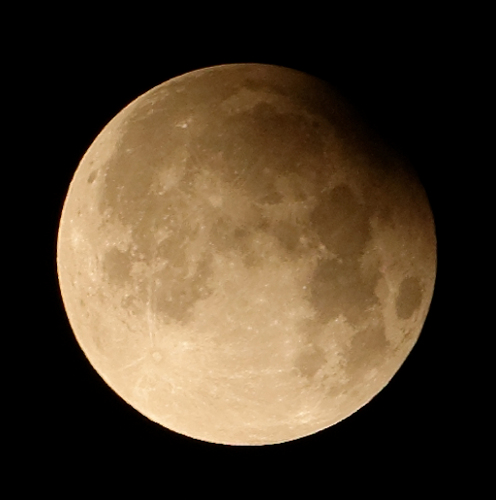
Depuis Paris (France) à 20:18 UTC.
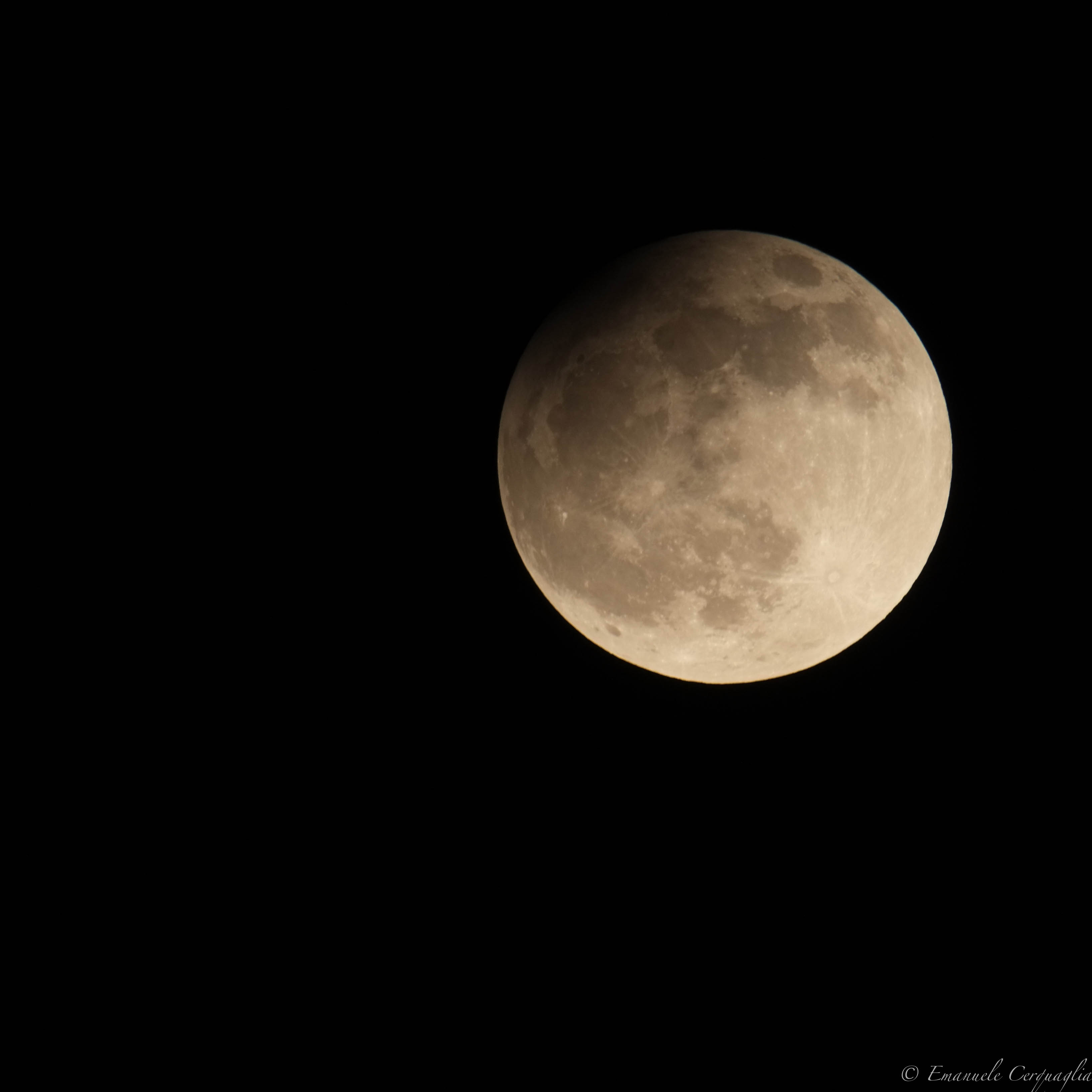
Depuis Brescia (Italie) à 20:19 UTC.